# Ti Jos
Ti Jos est une crêperie bretonne située dans le quartier Montparnasse, dans le 14e arronissement de Paris. Fondée en 1937, c'est une des premières crêperies de Paris et un haut-lieu du mouvement breton à Paris, où se retrouvent notamment Gilles Servat, Alan Stivell ou encore Cécile Corbel. Elle est toujours en activité.

## Histoire
La crêperie est fondée en 1937 par Marie et Jos Beuzen au 27 de la rue Vandamme, à côté de la gare Montparnasse, au cœur d'un quartier considéré comme le quartier breton de Paris. Elle est reprise en 1949 par Adèle et Yves Ollitraut, puis déménage au 30 rue Delambre, reprise par leur fils Yvon et sa femme Rolande Ollitraut, ingénieure en chimie au CNRS. Elle a ensuite été tenue par leurs filles Morwenna et Solen Ollitraut.
Au cours de son existence, la crêperie a accueilli de nombreux clients bretons reconnus. Ainsi le militant Morvan Lebesque, le poète Xavier Grall ou encore le journaliste Jean Bothorel la fréquentent régulièrement lors de leurs séjours à Paris. Elle accueille aussi des concerts dans sa cave, où se produisent par exemple à leurs débuts respectifs le musicien Alan Stivell, la harpiste Cécile Corbel, le barde Glenmor ou encore le chanteur Gilles Servat, qui y fait régulièrement la manche à ses débuts et y chante pour la première fois La Blanche Hermine en 1970.
Le restaurant est aujourd'hui toujours en activité, sous une nouvelle direction.